# راه‌آهن دولتی مجارستان
راه‌آهن دولتی مجارستان (مجاری: Magyar Államvasutak, MÁV) شرکت ترابری ریلی مجارستانی است، که در سال ۱۸۶۹ تأسیس شد.